# Andreas Beck (fotbalista)
Andreas Beck (* 13. března 1987, Kemerovo, RSFSR, Sovětský svaz) je německý fotbalový obránce a reprezentant. Od roku 2015 je hráčem klubu Beşiktaş JK.

## Klubová kariéra
S kopanou na profesionální úrovni začal v klubu VfB Stuttgart. S VfB Stuttgart vyhrál v sezóně 2006/07 německou Bundesligu. Poté působil od léta 2008 sedm let v TSG 1899 Hoffenheim. V červenci 2015 se vydal na své první zahraniční angažmá, podepsal tříletý kontrakt s tureckým klubem Beşiktaş JK.

## Reprezentační kariéra
Beck nastupoval za německé mládežnické výběry od kategorie U18.
Trenér Horst Hrubesch jej nominoval na Mistrovství Evropy hráčů do 21 let 2009 konané ve Švédsku, kde získal s německým týmem premiérový titul v této kategorii.
V A-mužstvu Německa debutoval 11. 2. 2009 v přátelském utkání v Düsseldorfu proti týmu Norska (prohra 0:1).